# Bundesstraße 436
Die Bundesstraße 436 (Abkürzung: B 436) führt von Weener nahe der niederländischen Grenze quer durch Ostfriesland und den Landkreis Friesland bis nach Sande, wo sie an der Anschlussstelle Sande auf die Bundesautobahn 29 (A 29) trifft. Die gesamte Strecke umfasst ca. 70 Kilometer.

## Geschichte

### Ursprung
1834–1840 wurde die Chaussee zwischen Leer und Aurich auf Staatskosten erbaut. 1840–1854 entsteht die Chaussee zwischen Leer und Neuschanz.

### Frühere Strecken und Bezeichnungen

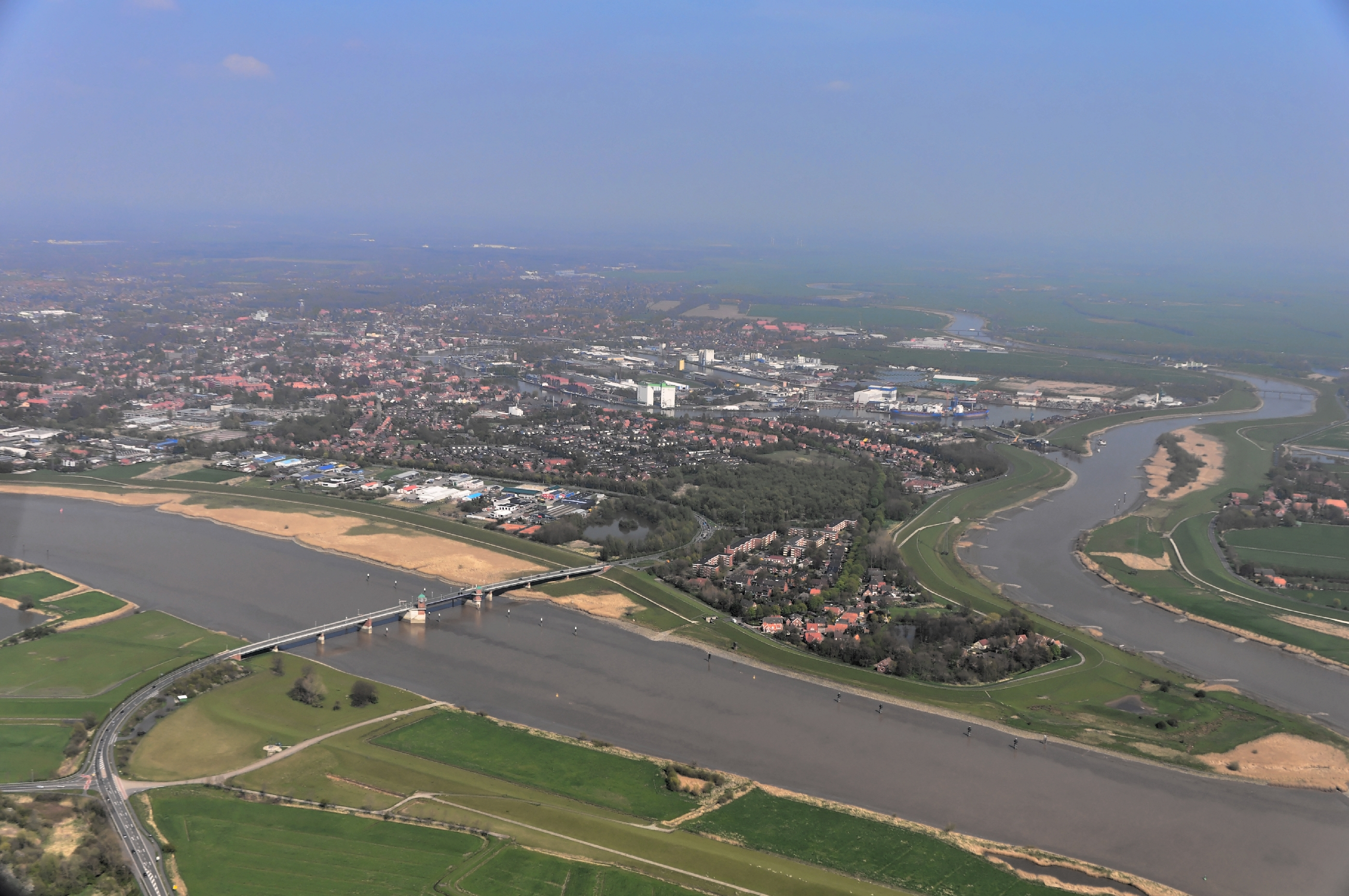
Emsüberquerung der B 436

Der Abschnitt von Weener bis Hesel war früher die B 75. Mit der Fertigstellung der größtenteils parallel verlaufenden Bundesautobahn 28 (A 28) wurde diese jedoch auf dem Abschnitt Ostfriesland-Oldenburg-Delmenhorst größtenteils zur Landstraße herabgestuft.

## Verlauf

### Landkreis Leer
Die B 436 beginnt im Landkreis Leer an der Anschlussstelle Weener (Abfahrt von der Bundesautobahn 31 (A 31), dem so genannten „Ostfriesenspieß“). Sie verläuft über Möhlenwarf, umfährt die Stadt Weener im Norden, wo sie etwa sieben Kilometer am westlichen Ufer der Ems entlangführt. Sie überquert den Fluss an der Jann-Berghaus-Brücke und biegt dann nach Norden ab. Als vierspurig ausgebauter Stadtring umfährt sie die Stadt Leer via Heisfelde im Westen und Norden, um – kurzzeitig auf geteilter Strecke – mit der B 70 an der Kreuzung Spier wieder Richtung Westen zu führen. Über Loga und Holtland führt sie weiter bis nach Hesel.

### Landkreis Aurich
Auf einem etwa fünf Kilometer langen Abschnitt wird sie zunächst als B 72 weitergeführt, bis sie in Bagband schließlich von dieser abzweigt. Über Großefehn führt sie nach Wiesmoor und verlässt dort den Landkreis Aurich.

### LandkreiseWittmundundFriesland
An den Dörfern Rußland und Amerika vorbei führt die B 436 nach Friedeburg und umgeht den Ort Horsten. Über Altgödens und Neustadtgödens trifft sie schließlich etwas südlich von Sande auf die A 29, wo sie endet bzw. als Kreisstraße 99 bis zum Bahnhof Sande führt.

## Tourismus
Einzelheiten sind den Artikeln zu den jeweiligen Orten zu entnehmen. Eine touristische Attraktion bilden die beiden Dörfer Rußland und Amerika, die nahe der Bundesstraße – nur etwa zwei Kilometer voneinander entfernt – nebeneinander liegen. Die Ortsschilder sind bis heute beliebte Fotomotive.